# Sven Co-op
Sven Co-op（通常缩写为SC）是第一人称射击游戏《戰慄時空》的合作模式版本。此游戏版本最初在1999年1月19日作为模组发布，由丹尼尔·菲尔容制作，允许玩家在服务器上合作通关，此外也增强了许多戰慄時空原有的设定，包括敌方与友方非玩家角色所用的人工智能系统。游戏的很多地图都是基于戰慄時空的世界观与剧情设定，但也有其他类型的地图。
2013年，戰慄時空系列的制作方——Valve公司，授权Sven Co-op制作组将模组在Steam作为独立游戏发布，并允许SC制作组使用戰慄時空的地图源文件等全部资源。2016年1月22日，此模组的5.0版作为独立游戏在Steam免费发布。

## 玩法
Sven Co-op是基于《戰慄時空》的第一人称射击游戏。玩家可与其他玩家、友方NPC合作一起挑战关卡和其中由电脑操控的敌人。此模组最初是以戰慄時空的原有关卡为基础构建的，但后来内容经过进一步拓展，囊括了其他戰慄時空系列游戏以及各种玩家自制的关卡。多个关卡给了设计师制作更长战役的可能。此模组也有单人模式，带有对原版戰慄時空的大幅改进，尤其是NPC所用的人工智能系统。

## 开发
最初，此模组是由丹尼尔·菲尔容（Daniel Fearon）创作并发布的；在那个时候，Fearon是戰慄時空粉丝网站Total Half-Life的运营人员。Valve在戰慄時空正式发布前寄给了菲尔容一份拷贝，当菲尔容上手玩这个游戏的时候，他也在研究这个游戏的运行原理，想研究清楚如何在多人地图中刷怪物。菲尔容的工作在Valve发布戰慄時空的开发者工具包之前就初步完成，这就需要他利用现存的戰慄時空资源来制作模组，并在缓慢的网速下开发多人游戏。菲尔容最初只制作了一张可以合作进行游戏的地图，不久后更新了第二版，内有两张地图。Sven Co-op的第一个公开版本是在1999年1月19日发布的，而Sven Co-op这个名字指代的是他的网名 —“Sven Viking”。
和一般所认为的Sven Co-op是基于想要合作通关戰慄時空的想法而产生的不同，Fearon的想法是创造一种玩家们一起合作游戏的方式，比如在一张单独的地图中刷新大量怪物让玩家携手奋战。这吸引了大量业余的地图制作者为此模组制作大量的任务地图，在这些地图中玩家们需要根据任务的成功/失败而前往地图的不同区域。这些制作者中包括Dave McDermot，他在成为一名Sven Co-op的开发者之前就已经在运作它的网站了。 Fearon一开始就想让此模组包含戰慄時空关卡的合作模式，但是最初这个计划遇到了极大的困难，因为游戏引擎对于地图的切换方式与两名玩家同时进行游戏有一定的冲突，但最终开发组解决了这个问题并且很快加入了对《正面交鋒》和《關鍵時刻》的地图的支持。
早在《戰慄時空2》发布之前的2004年，Fearon就计划在Steam上发布Sven Co-op，但这个想法由于开发团队和Valve之间的沟通问题而被搁置，随后Fearon和他的团队开始使用戰慄時空2所使用的起源引擎制作Sven Co-op 2。尽管他们制作了大量的模组所需内容，但进度由于SDK的缺席而十分缓慢，这个问题直到戰慄時空2发布后才被解决。很多团队成员都把注意力转移到了别的项目上，此时Fearon发现团队成员的流失已经导致制作无法继续，大概就在这时，Fearon选择了退出，把这个计划交给了Josh Polito来领导。
在2010年，McDermot和Polito开始与Valve协商以取得GoldSrc引擎的使用权，并且在Valve的协助下修改了一些这个引擎原有的数据上限以改进Sven Co-op。2012年，他们得到了在Steam上发布Sven Co-op的许可，但他们为了给开发人员一些时间修复当前版本，选择了2013年七月来公布这件事情。这个独立版本的游戏在2016年1月22日正式上架，包含了所有在不安装戰慄時空原始游戏的前提下运行游戏的资源；但是關鍵時刻和正面交鋒的游戏内容仍需要购买才能在Sven Co-op里玩到。这个独立版本的游戏包含了改进后的戰慄時空的战役地图、Sven Co-op中受欢迎的地图以及新增的AngelScript系统，这使得关卡制作者们能够进一步的自定义他们的地图。McDermot称他们将继续为关卡制作者改进工具，例如能够修改游戏默认的HUD，尽管制作组只是在利用他们的空闲时间改进游戏，但这些承诺并没有明确的兑现时间。